# Chiswick
Chiswick is een wijk in het Londense bestuurlijke gebied Hounslow, in de regio Groot-Londen. Het ligt op de noordelijke oever van de Theems. In de wijk ligt het metrostation Chiswick Park.

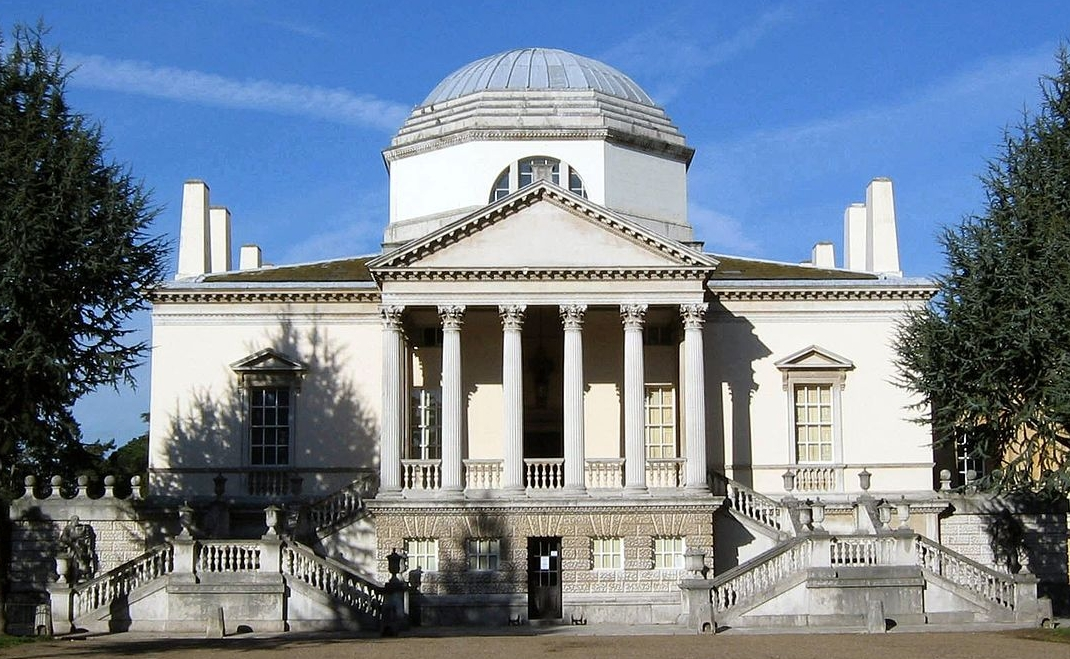
Chiswick House.

Ook in de wijk liggen Chiswick House, een historische villa gebouwen in de stijl van Andrea Palladio; het huis van William Hogarth; en Fuller's Brewery, de brouwerij van Fuller, Smith and Turner.

## Geboren in Chiswick
- Gladys Cooper (1888-1971), actrice
- Jack Beresford (1899-1977), roeier
- Helen Mirren (1945), actrice
- Pete Townshend (1945), rockgitarist, -zanger, -songwriter en -componist (The Who)
- Phil Collins (1951), drummer en leadzanger van o.a. Genesis
- Mel Smith (1952-2013), cabaretier, schrijver, regisseur en acteur, bekend van o.a. Not the Nine O'Clock News
- Kim Wilde (1960), zangeres
- Chuku Modu (1990), acteur